# Peccato virtuoso
Peccato virtuoso (The Virtuos Sin) è un film del 1930, diretto da George Cukor insieme a Louis J. Gasnier e tratto dalla commedia Il generale di Lajos Zilahy (1928).